# 斜口鉗

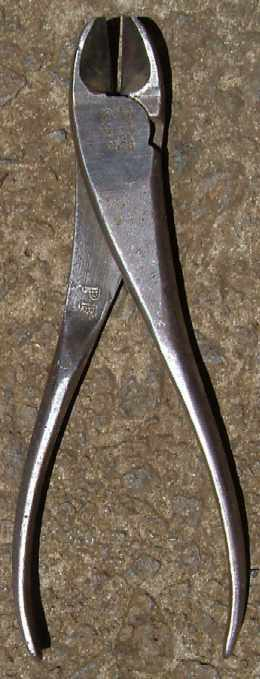
斜口鉗，手柄非絕緣。

斜口剪，或稱斜口鉗、剪線鉗，用於切割電線、塑膠物、金屬物等，通常不用於抓住或轉動任何東西。由鉗口的切削刃限定的平面與關節鉚釘以一定角度或“在對角線”上相交，因此得名。。

## 作用
不是像剪刀那樣使用剪切動作，而是通過壓入並將線楔開來切割斜嘴鉗。鉗口邊緣被磨成對稱的“V”字形狀，因此可以看到兩個鉗口形成字母“X”字形狀，如完全遮擋時所見。鉗子由回火鋼製成，感應加熱和淬火通常用於選擇性地硬化鉗口。

## 絕緣
斜口鉗的手柄通常採用浸入式或收縮配合的電絕緣材料進行絕緣，以提供舒適性和一定的電擊保護。

## 用途
斜口鉗可用於切割銅線、黃銅線、鐵線、鋁線和鋼線。較低品質的版本通常不適合切割回火鋼，例如鋼琴線，因為鉗口不夠硬。試圖切割這種材料通常會導致在鉗口中產生壓痕，或者從一個或兩個鉗口中脫出一塊，從而破壞工具。然而更高品質的邊切割器可以切割淬火鋼，例如2毫米鋼琴線。

## 變異
對於電子工作，通常使用與鉗口一側的切削刃的頂點齊平的特殊對角切削刀具。這些平頭切割鉗允許電線與焊點齊平或幾乎齊平，避免對稱斜切刀留下尖銳的尖端。有些鉗電氣工作都配備了線切割刀片是內置到鉗口或手柄只是樞軸之下。

## 外部連結
- Judging the quality of diagonal cutters （页面存档备份，存于）